# Luciferina (film)
Luciferina è un film horror argentino del 2018 diretto e sceneggiato da Gonzalo Caltrada.

## Trama
Natalia è una novizia dotata della capacità di vedere l'aura delle persone, buona o malvagia che sia. Un ragazzo tossicodipendente le annuncia che presto sarà costretta ad andare via e le regala un ciondolo con un crocifisso; subito dopo, la madre superiora la informa della morte di sua madre e la obbliga a ritornare a casa. Qui Natalia scopre che anche suo padre è gravemente ferito: i due hanno infatti lottato dopo che sua madre ha iniziato a fare degli strani dipinti col suo sangue. Natalia conosce Mauro, il violento e arrogante fidanzato di sua sorella Angela, e vari colleghi universitari della sorella, che sebbene la prendano in giro con Maura per la sua verginità si indignano quando il ragazzo si dimostra aggressivo con Angela. Uno di loro, Abel, dà vita a un alterco fisico con Mauro e lo spinge ad andare via.
Accorsa da sua sorella, Natalia scopre che la ragazza ha subito un aborto clandestino tempo prima e che nutre forti sospetti circa un'assenza di un legame biologico fra di loro e con i loro stessi genitori. Angela e i suoi amici si sono riuniti per partire insieme per un viaggio spirituale che si concretizzerà con l'esecuzione di un rito atto a mostrare a ciascuno la verità sul suo passato. Natalia inizialmente si rifiuta di accompagnarli tuttavia, dopo essere sfuggita per poco a un tentativo di stupro di Mauro, la novizia ne comprende la pericolosità e decide di partire con loro per proteggere Angela. Il gruppo si separa: Mauro e Angela viaggiano in modo, gli altri in macchina e raggiungono il luogo sacro per primi. Natalia ha quindi modo di conoscerli e si sente particolarmente affine ad Abel, nato con una malattia e anche lui vergine, oltre che figlio di un prete e fratello di un diacono. Natalia gli rivela di non essere mai stata battezzata.
Parlando con i compagni, Natalia scopre di come quel posto sia un ex monastero soppiantato da un ospedale che, a detta delle suore, era teatro di aborti e avvenimenti illegali. All'arrivo di Mauro e Angela, il ragazzo va in escandescenza quando lo sciamano gli rifiuta l'accesso al luogo in cui si svolgerà il rito: Mauro finisce per minacciare tutti con un coltello ma è costretto ad andare via quando Mara rivela di avere con sé una pistola. Una volta passati alle stanze dove si svolgerà il rito, i ragazzi assumono tutti una pozione preparata dallo sciamano: Natalia ha visioni inerenti alla sua nascita, avvenuta proprio in quell'isola da una donna diversa da colei che l'ha cresciuta come madre. La donna era stata vittima di una setta satanica e la nascita di Natalia era avvenuta subito dopo un rito, al quale aveva partecipato anche l'uomo che l'ha cresciuta come padre in qualità di cultista.
Nella scena successiva, Natalia vede la sua nascita: a farla nascere sono state delle suore che hanno cercato di salvarla dal diavolo, il quale aveva posseduto sua madre e voleva prendere anche lei. Risvegliatasi, Natalia assiste al suicidio di Mara e scopre che anche altri compagni sono morti; Mauro è riuscito ad entrare, dunque la ragazza crede sia stato lui e si rinchiude in una stanza in cui è presente Abel. Il ragazzo è tuttavia posseduto dal diavolo e la aggredisce: Mauro cerca di salvarla, tuttavia perde la ragione dopo aver scoperto il cadavere di Angela in quella stessa stanza. Abel uccide anche Mauro e si accanisce contro Natalia, la quale viene tuttavia salvata da una donna anziana che aveva già incontrato il giorno prima. La donna si rivela la suora che le fece da levatrice e le rivela che anche Abel è nato in circostanze simili alle sue.
Le due donne eseguono insieme un rito per cercare di esorcizzare Abel, tuttavia Sorella Gregoria muore durante il tentativo. Natalia attua allora un piano per completare l'esorcismo: dopo aver finto di aver abbandonato la religione cristiana, la novizia attira Abel/il diavolo con la promessa di un rapporto sessuale. Mentre i due copulano, Natalia trasforma l'atto in sesso rituale con lo scopo di esorcizzare Abel, riuscendo nel suo intento. Il rapporto sessuale lascia Natalia incinta: la ragazza si reca ciononostante di nuovo in convento, ottenendo l'appoggio della madre superiora per ricercare e salvare altre due ragazze che sono nella sua stessa identica situazione.

## Produzione
Caltrada ha realizzato questo film con l'intenzione di renderlo il primo capitolo di una trilogia intitolata "La Trinidad de las Vírgenes", ossia "la trinità delle vergini", la quale sarà incentrata sulle storie di tre ragazze vergini che si ritrovano vittima di possessioni demoniache.

## Accoglienza
Sull'aggregatore Rotten Tomatoes il film riceve l'83% delle recensioni professionali positive con un voto medio di 6,7 su 10 basato su 6 critiche. In controtendenza, Tiziana Panettieri di Nocturno assegna all'opera 2 stelle su 5, definendo il film carente sul piano della recitazione, nella scrittura dei personaggi e a livello tecnico e salvandone soltanto la fotografia.